# Lê Thị Thu Thủy
Lê Thị Thu Thủy, nota come Madame Thuy (Bình Định, 1974), è un'imprenditrice vietnamita, amministratrice delegata della casa automobilistica vietnamita VinFast e vicepresidente della sua società madre, il gruppo Vingroup, il più grande gruppo privato in Vietnam.

## Biografia
È nata nel 1974 nella provincia di Bình Định in Vietnam. Ha studiato economia presso l'Università del Commercio Estero di Hanoi, l'Università Internazionale del Giappone e la Harvard Kennedy School. Ha conseguito la laurea come analista finanziaria (Chartered Financial Analyst (CFA)) e un Master in Business Administration (MBA).
Dal 1996 al 1998 ha lavorato in Vietnam nell'ambito del programma di prestiti dell'UE. Ha lavorato per la banca d'investimento Lehman Brothers in Giappone, Thailandia e Singapore dal 2000 fino alla sua chiusura nel 2008. Successivamente è entrata a far parte del conglomerato Vingroup come (CFO).
Nel 2011 è diventata vicepresidente e nel 2012 amministratrice delegata di Vingroup. Nel 2014 è nominata "Presidente e CEO" di VinE-com (noto anche come "Adayroi"), la piattaforma di e-commerce di Vingroup. Nel 2017, ha continuato a costruire la prima fabbrica automobilistica del Vietnam a Hải Phòngi. In questo ruolo è subentrata all'ex capo della Opel Michael Lohscheller e al primo capo della VinFast James de Luca. L'obiettivo è quello di fondare il nuovo marchio automobilistico VinFast. 
Le prime automobili e i primi scooter elettrici furono consegnati dopo soli 21 mesi. Inizialmente, VinFast produceva veicoli con motori a combustione interna per il mercato interno su licenza di BMW  e design italiano (Pininfarina). Sotto la guida di Madame Thuy, VinFast passa quindi completamente agli azionamenti elettrici e mira a vendere i suoi prodotti in tutto il mondo. Per promuovere ciò, Madame Thuy è stata riportata nella sede di Vingroup nel febbraio 2021, dove ha assunto la guida delle divisioni Relazioni internazionali, Finanza aziendale e Investimenti. L’obiettivo non è solo la globalizzazione di VinFast, ma anche l’espansione internazionale dell’intero Vingroup.
Nell'agosto 2023 VinFast è stata quotata al NASDAQ.